# BVC Amsterdam in het seizoen 1957/58
Het seizoen 1957/1958 was het vierde jaar in het bestaan van de Amsterdamse betaaldvoetbalclub Amsterdam. De club kwam uit in de Eredivisie en eindigde daarin op de 14e plaats. Tevens deed de club mee aan het toernooi om de KNVB beker, hierin werd in de tweede ronde verloren van Volendam (2–3). Na het seizoen fuseerde de club met DWS en ging verder onder de naam DWS/A, de club bleef actief in de Eredivisie.

## Wedstrijdstatistieken

### Eredivisie
|       | ADO   | Ajax  | Blauw-Wit | BVV   | DOS   | Elinkwijk | Sportclub Enschede | Feijenoord | Fortuna '54 | GVAV  | MVV   | NAC   | NOAD  | PSV   | Rapid JC | Sparta | VVV   |
| ----- | ----- | ----- | --------- | ----- | ----- | --------- | ------------------ | ---------- | ----------- | ----- | ----- | ----- | ----- | ----- | -------- | ------ | ----- |
| Thuis | 2 – 1 | 0 – 2 | 1 – 3     | 3 – 1 | 0 – 0 | 0 – 1     | 2 – 2              | 1 – 1      | 4 – 1       | 0 – 0 | 3 – 2 | 3 – 2 | 1 – 1 | 0 – 2 | 2 – 3    | 2 – 2  | 6 – 1 |
| Uit   | 3 – 3 | 3 – 4 | 1 – 1     | 3 – 3 | 3 – 1 | 2 – 1     | 0 – 0              | 3 – 1      | 3 – 1       | 2 – 1 | 1 – 1 | 1 – 1 | 0 – 2 | 6 – 1 | 1 – 2    | 5 – 1  | 1 – 0 |

### KNVB beker
| 1e ronde                                             | Amsterdam                                                 | 4 – 3 (3 – 3) | JOS                                     |
| 26 december 1957 Plaats: Amsterdam Olympisch Stadion | Dick Schenkel 10' Klaas Smit 30' Cees Kick –', 60' (pen.) |               | –', –' Van Geenen 25' Nico Oostwal      |
| 2e ronde                                             | Volendam                                                  | 3 – 2 (1 – 0) | Amsterdam                               |
| 30 april 1958 Plaats: Volendam Julianastraat         | Harmen Veerman 36' Ben Steur 50' Dick Tol 59'             |               | 73' Klaas Smit 90' (pen.) Han Tolmeijer |

## Statistieken Amsterdam 1957/1958

### Eindstand Amsterdam in de Nederlandse Eredivisie 1957 / 1958
| Stand | Gespeeld | Gewonnen | Gelijk | Verloren | Punten | Doelpunten voor | Doelpunten tegen |
| ----- | -------- | -------- | ------ | -------- | ------ | --------------- | ---------------- |
| 14e   | 34       | 9        | 12     | 13       | 30     | 54              | 63               |

### Topscorers
| #                    | Naam          | Goal |
| -------------------- | ------------- | ---- |
| 1.                   | Jos Vonhof    | 12   |
| 2.                   | Dick Schenkel | 10   |
| 3.                   | Klaas Smit    | 8    |
| 4.                   | Han Tolmeijer | 6    |
| 5.                   | Cees Kick     | 5    |
| 6.                   | Loek Feijen   | 4    |
| 7.                   | Jan Bons      | 3    |
| 8.                   | Leen Corbran  | 2    |
| 8.                   | Ben Weenink   | 2    |
| Onbekende doelpunten |               |      |
| –                    | Onbekend      | 2    |
| Totaal               | Totaal        | 54   |

| #      | Naam          | Goal |
| ------ | ------------- | ---- |
| 1.     | Cees Kick     | 2    |
| 1.     | Klaas Smit    | 2    |
| 3.     | Dick Schenkel | 1    |
| 3.     | Han Tolmeijer | 1    |
| Totaal | Totaal        | 6    |

## Voetnoten
ADO ·
Ajax ·
Amsterdam ·
Blauw-Wit ·
BVV ·
DOS ·
Elinkwijk ·
Sportclub Enschede ·
Feijenoord ·
Fortuna '54 ·
GVAV ·
MVV ·
NAC ·
NOAD ·
PSV ·
Rapid JC ·
Sparta ·
VVV